# 李中浩
李中浩（英語：Joe Lee Chung-ho，1960年11月27日—），本名李達威，香港男歌手及演員，活躍於1980年代。出道時曾演唱由袁振洋執導的1983年香港電影《波牛》主題曲戰士。1985年，他與女歌手楊楚營合唱十萬個明天，後又與梅艷芳合唱邁向新一天，1987年退出樂壇。

## 簡歷
李中浩在1960年11月27日出生於英屬香港，是家中獨子。1978年，報讀麗的電視藝員訓練班，畢業後曾參演1979年麗的電視劇集《天龍訣》，飾演南宮博一角。 1983年，曾轉投邵氏電影公司參與電影演出，但只演過一些閒角。 同年，曾演唱由袁振洋執導的1983年香港電影《波牛》主題曲戰士。
1985年，李中浩轉以歌手身分出道，並簽約予林慕德旗下唱片公司New Music，當時兩人曾有同性戀傳聞，然遭李中浩否認。 同年，推出首張個人音樂專輯《JOE》，當中收錄了1985年香港電影《歌舞昇平》的主題曲、與女歌手梅艷芳合唱的邁向新一天，以及該電影的插曲戰士狂情、湧出心裏愛、共舞月球底及媽媽心。 其中邁向新一天一曲由林慕德作曲、編曲及監製、黃霑填詞，曾入選1985年勁歌金曲第二季季選，遂獲列入1985年度十大勁歌金曲總選候選名單。 梅、李二人亦先後於季選及總選現場合唱此曲。
1985年底，李中浩再推出迷你專輯《浪漫十二吋》，當中所收錄一曲十萬個明天，其合唱版本乃與女歌手楊楚營合作，亦由林慕德包辦作曲、編曲及監製、林振強填詞，曾於由香港電台主辦的「國際青年年香港流行曲創作邀請賽」中奪冠。
1986年，李中浩轉投新藝寶唱片，推出迷你專輯《李中浩》。 翌年，推出大碟《我愛》，又參演香港電台電視劇《小說家族》中改編自女作家亦舒短篇小說《舊歡如夢》的單元《雨天》。 同年，李中浩曾指自己或將於年中到臺灣發展並推出國語專輯，然此後並無相關消息，李中浩本人亦淡出娛樂圈。

## 音樂作品

### 專輯
| 專輯 # | 專輯名稱   | 發行日期 | 發行商     | 專輯類型 | 曲目 |
| ------ | ---------- | -------- | ---------- | -------- | --- |
| 1      | JOE        | 1985年   | New Music  | 大碟     | 曲目 Vinyl 1. 心火（Instrumental） 2. 戰士狂情 3. 邁向新一天（與梅艷芳合唱） 4. 湧出心裡愛 5. 魔力的背影 (她那大眼睛)（Club Mix） 6. 月球之旅（Instrumental） 7. 共舞月球底 8. 痴痴的心 9. 魔力的背影 (她那大眼睛) 10. 午夜奇女子 11. 媽媽心 |
| 2      | 浪漫十二吋 | 1985年   | New Music  | EP       | 曲目 Vinyl 1. A1. 手套（Disco Version） 2. A2. 手套（Radio Disco Version） 3. B1. 迷失的蝴蝶 4. B2. 手套（Radio Version） 5. B3. 十萬個明天（獨唱版本）                                                                                      |
| 3      | 李中浩     | 1986年   | 新藝寶唱片 | EP       | 曲目 Vinyl 1. A1. 夜舞者 2. A2. 心中界限 3. B1. 褪減的愛 4. B2. 無牌駕駛 |
| 4      | 我愛       | 1987年   | 新藝寶唱片 | 大碟     | 曲目 Vinyl 1. 我愛 2. 褪減的愛 3. 歡心 4. 無牌駕駛 5. 心中界限 6. 麻木 7. 最後的信 8. 夜舞者 9. 愛的滋味（與柏安妮合唱） 10. 下雨天的人們 11. 輕愁                                                                                           |

### 單曲
- 1983年：戰士（電影《波牛（英语：The Champions (1983 film)）》主題曲）
- 1985年：十萬個明天（與楊楚營合唱；香港電台主辦「國際青年年香港流行曲創作邀請賽」冠軍作品）

## 演出

### 電視劇
- 1979年：麗的電視《天龍訣》飾 南宮博
- 1980年：麗的電視《大地恩情之古都驚雷》飾 麥耀文
- 1980年：麗的電視《風塵淚》飾 區公子
- 1981年：麗的電視《大控訴》飾 專案小組
- 1987年：香港電台電視部《小說家族》之雨天單元（改編自亦舒短篇小說《舊歡如夢》；與曾慶瑜、黃造時、華娃等）

## 外部連結
- 李中浩在香港影庫上的簡介